# Psychedelic Porn Crumpets
Psychedelic Porn Crumpets is een psychedelische rockband uit het West-Australische Perth. De band werd opgericht in 2014 door de vier bandleden Jack McEwan, Luke Parish, Danny Caddy en Luke Reynolds. In 2019 heeft Chris Young zich daar bij gevoegd. In september 2020 kondigde de band aan dat bassist Luke Reynolds de band heeft verlaten. Luke is opgevolgd door basisst Wayan Billondana. In 2017 heeft de band zijn eigen platenlabel What Reality? Records opgericht.
Qua stijl is de muziek te vergelijken met andere Australische bands zoals Tame Impala, Pond en King Gizzard & the Lizard Wizard, die allemaal actief zijn binnen een opleving van psychedelische rock in de jaren 2010. Zelf omschrijven de Crumpets hun muziek met "dazzling multi-layered harmonies, chunky, fuzz-laden riffing, and delicate ambient passages".

## Muzikale invloeden
De band heeft gedeeld dat een deel van de inspiratie voor hun muziek afkomstig is van klassieke rock uit de jaren zestig en zeventig, zoals Led Zeppelin, Black Sabbath en de Beatles. Daarnaast geven zij aan ook door experimentele elektronische jazz beïnvloed te zijn. Jack McEwan, de zanger van de band, heeft ook gezegd dat hun stijl "vrijwel identiek is" aan die van Pond en Tame Impala, bands die vaak in dezelfde sfeer genoemd worden. McEwan gelooft dat Australië, en zijn geboortestad Perth in het bijzonder, een hotspot voor rockmuziek is, en schrijft de groei van de band gedeeltelijk toe aan de livemuziek scene in de stad. Naast de Porn Crumpets komen King Gizzard & the Lizard Wizard en Tame Impala, twee van de invloeden van de band, ook uit Australië. King Gizzard & the Lizard Wizard en Tame Impala worden door sommigen beschouwd als scheppers van de huidige Australische psychedelische rockscene. Velen beschouwen psychedelische rock als het belangrijkste muzikale exportproduct van Australië in de moderne tijd, en noemen ook bands als Pond, Orb, Gum en meer als bewijs voor deze bewering.
De band wordt ook geprezen voor hun muziekvideo's, die hetzelfde trance-achtige genre volgen als hun muziek, en een groot aantal invloeden op dit gebied hebben overgenomen, zoals Monty Python, TED Talks en Woody Allen. Wat betreft de inspiratie voor de naam van de band, heeft Jack McEwan The Mighty Boosh geciteerd als een gedeeltelijke invloed. Uit een interview met de zanger en oud-bassist is gebleken dat de naam tijdens een brainstorm is ontstaan uit de suggesties "crumpets" en "porn". Omdat "psychedelic" een goede samenvatting was van de band, werd dit toegevoegd als laatste ingrediënt.

## Discografie
Albums
De Crumpets hebben tot nu toe zeven albums uitgebracht:
- High Visceral {Part 1} (2016) - bij Rhubarb Records[15]
- High Visceral {Part 2} (2017) - bij Rhubarb Records[16]
- And Now for the Whatchamacallit (2019) - bij Marathon Artists[17]
- Shyga! The Sunlight Mound (2021) - bij What Reality? Records[18]
- Night Gnomes (2022) - bij What Reality? Records[19]
- fronzoli (2023) - bij What Reality? Records[20]
- Carpe Diem, Moonman (2025) - bij What Reality? Records[21]

Ep's
De band heeft tot nu toe één ep uitgebracht:
- High Visceral {B-sides} (2017)

Singles
Los van de albums heeft de band tot nu toe meerdere singles geproduceerd:
- Buzz (2016)
- Gurzle (2017)
- Little Moon (2017)
- Bill's Mandolin (2019)
- Keen for Kick Ons? (2019)
- My Friend's a Liquid (2019)
- Social Candy (2019)
- Hymn for a Droid (2019)
- Mundungus (2019)
- Triple J Live at the Wireless - Splendour in the Grass 2019 (2020)
- Mr. Prism (2020)
- I Wanna Be Like You {triple j like A version} (2020)
- Lava Lamp Pisco (2021)
- Bubblegum Infinity (2022)
- Bob Holiday (2022)
- Acid Dent (2022)
- Nootmare (K.I.L.L.I.N.G) [Meow!]  (2023)
- (I'm a kadaver) Alakazam (2023)
- Dilemma Us from Evil (2023)
- Another reincarnation (2024)
- March on for Pax Ramona OF March on for Pax Romana (2025)
- Weird World Awoke (2025)

## Internationaal
De band heeft ondanks zijn relatief onbekende status meerdere internationale tours achter de rug, ook door Europa. Er werd een aantal maal opgetreden in Nederland en België.

### Nederland[23]
- 23 september 2018: Sugarfactory, Amsterdam
- 31 mei 2019: Best Kept Secret Festival
- 3 juni 2019: Merleyn, Nijmegen
- 4 augustus 2019: Rotown, Rotterdam
- 31 oktober 2019: Bitterzoet, Amsterdam
- 13 augustus 2022: TivoliVredenburg, Utrecht
- 8 september 2022: Vera, Groningen
- 9 september 2022: Doornroosje, Nijmegen
- 10 september 2022: Misty Fields, Asten
- 11 september 2022: Muziekgieterij, Maastricht
- 10 juni 2023: Best Kept Secret Festival
- 5 juli 2024: Down The Rabbit Hole, Beuningen (Gelderland)
- 8 juli 2024: Paradiso, Amsterdam
- 29 mei 2025: Paard van troje, Den haag
- 1 juni 2025: De Oosterpoort Grote Zaal, Groningen (stad)
- 3 juni 2025: TivoliVredenburg ronda, Utrecht (stad)
- 4 juni 2025: Hedon (poppodium), Zwolle

### België[24]
- 30 mei 2019: Ancienne Belgique, Brussel
- 4 augustus 2019: Absolutely Free Festival
- 7 september 2022: Trix (muziekcentrum), Antwerpen
- 27 juni 2024:  Boutanique, Sint-Joost-ten-Node
- 6 juli 2024: Rock Werchter